# 辛克·美蓮達

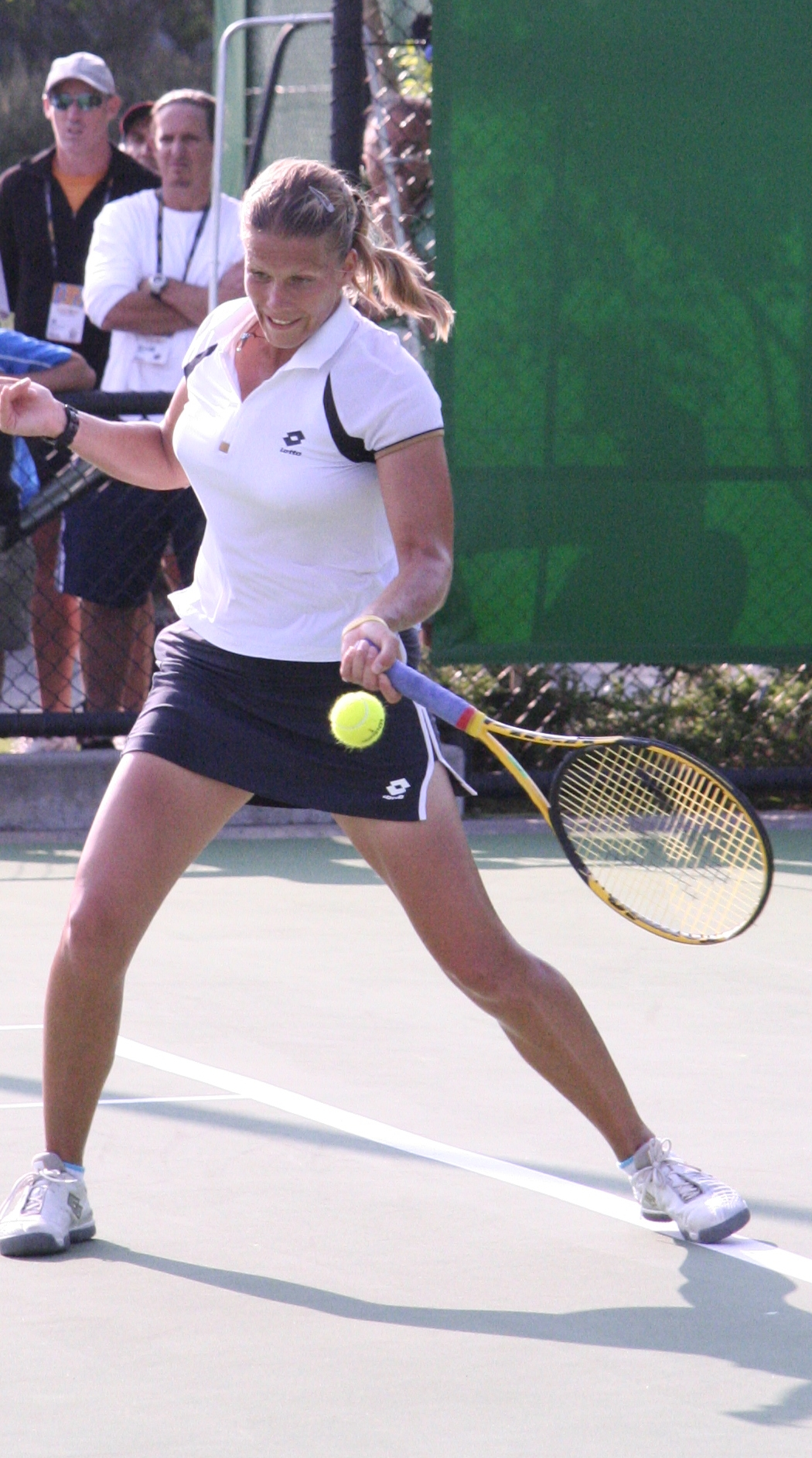
2007年

辛克·美蓮達（Czink Melinda，1982年10月22日—），是一位匈牙利女子網球選手；她在2005年於澳洲首都坎培拉舉行的一項賽事中僅敗給塞爾維亞選手安娜·伊萬諾維奇而屈居亞軍；四年後在加拿大魁北克城舉行的一項賽事中擊敗捷克選手露絲·莎法洛法才正式取得第一個單打冠軍。

## 外部連結
- 辛克·美蓮達的国际女子网球协会官方資料（英文）
- 辛克·美蓮達的國際網球總會 職業／青少年 官方資料（英文）
- Fed Cup - Player profile - Melinda CZINK (HUN) （页面存档备份，存于）